# Человеческий потенциал
У этого термина есть также другие значения, см.: Человеческий потенциал (значения)
Человеческий потенциал — качества людей (человека), принципиально влияющие на результаты активности, в которую они вовлечены в той или иной сфере (области) деятельности.
В настоящее время нет однозначного понимания, что такое человеческий потенциал. Встречаются очень разные трактовки о его сущности, составляющих элементах и взаимосвязи с понятиями «человеческий капитал», «трудовой потенциал», «кадровый потенциал» и так далее. Человеческий потенциал (в общем значении) — способность человека (индивида) либо человечества (совокупность индивидов) проявить теоретические возможности на практике... (SW). В литературе встречаются другие названия — Человеческий фактор, Человеческий капитал.

## Экономическое выражение
Особенно часто человеческий потенциал путают с человеческим капиталом. Человеческий капитал является важной (но не единственной) формой проявления человеческого потенциала в системе рыночных отношений. И связан с получением потока доходов благодаря эффективности вложений в развитие профессиональных качеств его носителя. При этом сами по себе расходы на образование и так далее — не являются гарантией прироста человеческого капитала, поскольку между данными факторами, хотя и может прослеживаться статистическая корреляция, отсутствует устойчивая причинно-следственная связь. То есть инвестиции в образование представляют собой лишь возможные выгоды в будущем, а к сфере возможного относится понятие «потенциал», — следовательно, здесь следует оперировать термином «человеческий потенциал», а не «человеческий капитал».
Заметим, что ценность человеческого потенциала не может выражаться лишь в стоимостных показателях. Более того, его в принципе нельзя свести только к количественной оценке, поскольку методов непосредственного измерения возможностей не существует. Но на современном этапе исследований для понимания феномена человеческого потенциала важна не столько формально исчисленная неким образом его величина, сколько оценка качества социальной жизни и существующих экономических условий для формирования и реализации потенций человека в трудовой или иной общественно-признаваемой деятельности. Если такие условия есть, то человеческий потенциал может реализоваться как человеческий капитал, выступая источником дохода для своего носителя, экономического роста и социального прогресса — для общества.

### Оценка ситуации в России
В России такие условия еще не созданы. На большинстве предприятий по-прежнему используется дешёвый труд, а заработная плата рассматривается как источник экономии издержек производства, а не вид инвестиций. Поэтому, говорить о том, что наёмная рабочая сила (также являющаяся одной из социально-экономических форм бытия человеческого потенциала в системе рыночных отношений) воспроизводится в форме капитала, а не товара, в подобных обстоятельствах оснований нет.

## Системная природа человеческого потенциала
Феноменология человеческого потенциала обладает следующей спецификой:
1. Системность: человеческий потенциал обладает системными свойствами, и не может сводиться к простой сумме перечня качеств людей.
2. Внешняя обусловленность: для формирования и реализации человеческого потенциала определяющее значение, как правило, имеют «внешние» по отношению к нему условия и факторы, характер среды его существования.
3. Непрозрачность: для человеческого потенциала характерно наличие скрытых свойств, которые при изменении определенных условий могут проявиться.
4. Стратегичность: свойства человеческого потенциала обуславливают возможности человеческого развития как на ближайшую перспективу, так и в более отдаленном будущем.

## В национальном масштабе
Человеческий потенциал нации — это интегральная форма многообразных явных и скрытых свойств населения страны, отражающая уровень и возможности развития её граждан при определенных природно-экологических и социально-экономических условиях.

## Современные исследования (А. Сен, М. Уль-Хак и др.)
Тема «человеческого потенциала» нашла отражение в концепции «человеческого развития» (Human Development), получившей в последние годы широкое признание, в том числе благодаря теоретическим разработкам индийского ученого, лауреата Нобелевской премии по экономике (1998) Амартии Сена. В своих исследованиях А. Сен использовал подход «с точки зрения возможностей» (capability approach) и обосновал положение о том, что процесс развития — это не возрастание только материального или экономического благосостояния, а расширение возможностей человека, которое подразумевает «большую свободу выбора, чтобы каждый мог выбирать из большого числа вариантов ту цель и тот образ жизни, которые он считает предпочтительными».
Доход, согласно концепции человеческого развития — это только один из выборов, которым бы хотел обладать человек, и, несмотря на всю его значительность, он не определяет всю сложность и многообразие человеческой жизни.
Согласно выводам А. Сена экономический рост может способствовать человеческому развитию тогда, когда он обеспечивает не только повышение дохода на душу населения, но и позволяет иметь достаточный уровень государственных расходов, которые инвестируются в социальную сферу (а не в вооружение! ), а также сопровождается справедливым распределением ресурсов в экономике.

### Концептуальная схема человеческого развития
Концептуальные разработки А. Сена получили продолжение в ежегодных докладах международной организации «Программа развития ООН» (ПРООН) «Отчёт о развитии человечества», первый из которых был подготовлен в 1990 группой исследователей под руководством друга А. Сена, выдающегося пакистанского экономиста Махбуба уль-Хака. Разрабатываемая в докладах ПРООН концепция человеческого развития исходит, в первую очередь, из необходимости поиска баланса между экономической эффективностью и социальной справедливостью.
Государственная политика, ориентированная на рост и эффективность, не всегда учитывает жизненно важные потребности той части общества, которая неспособна самостоятельно решить проблему их удовлетворения. Но, с другой стороны, переложение ответственности за удовлетворение потребностей членов общества на государство способно порождать иждивенческие настроения, что неизбежно снижает индивидуальную экономическую активность. Поэтому предлагается исходить из того, что государство обеспечивает не столько равенство потребления, сколько равенство возможностей, прежде всего в сфере образования, здравоохранения, безопасности, политических и гражданских прав.
Концептуальная схема человеческого развития, предлагаемая «Программой развития ООН», строится на следующих основных принципах:
- Производительность труда (люди должны иметь возможность повышать продуктивность своей деятельности и участвовать в процессе формирования дохода, поэтому экономический рост, динамика занятости и оплаты труда являются составляющими моделей человеческого развития).
- Равенство возможностей (ликвидация барьеров, связанных с расой, полом, местом проживания, уровнем благосостояния, которые препятствуют участию в политической, социальной и экономической жизни).
- Устойчивость развития (отсутствие финансовых, социальных, демографических, экологических долгов, по которым придется платить будущим поколениям, обеспечение справедливого распределения возможностей развития между поколениями).
- Расширение возможностей (содействие самостоятельности, повышение ответственности людей за свою судьбу, активное участие населения в процессах принятия решений и повышение роли гражданского общества).
- Общественные благополучие (необходимость в социально ответственных формах развития свободных рыночных отношений, наличие чувства социальной сплоченности).

### Российский вклад
В России тематика человеческого развития, оставаясь вполне прагматической и увязанной с социально-экономическими задачами,  приобрела новое качество и вызвала к жизни теоретические разработки концепций «человеческого потенциала», в частности, активированные Институтом человека (до 2004) и Институтом философии РАН. Разработки российских исследователей существенно обогатили концепцию человеческого развития в теоретико-методологическом (применением тезаурусного подхода, концепции социального проектирования, теории молодежи и пр.) и прикладном плане (в области гуманитарной экспертизы). Сегодня и в нашей стране, и за рубежом, появляется все больше сторонников понимания экономического развития как, прежде всего, человеческого развития, расширения функций и потенций человека, накопления человеческого потенциала и его использования в расширенном общественном воспроизводстве в интересах каждого члена общества.
В 2020 году в НИУ ВШЭ создан Научный центр мирового уровня «Центр междисциплинарных исследований человеческого потенциала». В рамках работы центра проводятся исследования и разработки по широкому спектру вопросов, касающихся развития и измерения человеческого потенциала.

## Критерии оценки человеческого потенциала
Индекс развития человеческого потенциала (ИРЧП, Human Development Index) используется «Программой развития ООН» для сопоставления уровня развития разных стран. ИРЧП рассчитывается, исходя из
- экономических (ВВП на душу населения по паритетной покупательной способности),
- социальных (уровень грамотности взрослого населения страны и совокупная доля учащихся, О (образование))
- и демографических показателей (средняя продолжительность предстоящей жизни при рождении, Ж):

ИРЧП = 1/3 (Ж + О + ВВП на душу населения)
Три составляющие этого индекса можно трактовать как ресурсы человеческого развития, — чем выше значения этих составляющих, тем больше возможности для реализации потенциала человека. При этом дефицит каждого вида ресурсов существенно ограничивает — если не делает вообще невозможным — развитие человека. Многие российские аналитики считают этот перечень ресурсов недостаточным и предлагают использовать более развернутую совокупность характеристик человеческого потенциала (В.М. Петров, Н.М. Римашевская, Б.Г. Юдин, А. Барышева, Б. Корнейчук и др.).